# طورسون بك
طورسون بك (بالتركية: Tursun Bey)‏(ربما ولد في منتصف 1420م في بورصة) هو مؤرخ عثماني كتب وقائع مخصصة للسلطان محمد الفاتح.
العمل الوحيد المعروف لطورسون بك هو العمل المسمى تاريخ أبو الفتح (بالتركية: Tarih-i Ebülfeth)‏. 

## الحياة المهنية
لا تعرف حياة طورسون بك إلا من المراجع في وقائع سيرته. وهو ينحدر من أسرة تيمارية (إقطاعية عثمانية) وكان يمتلك تيماراً نفسه. وكان يعمل في الديوان الإمبراطوري ورافق السلطان محمد الفاتح أثناء فتح القسطنطينية عام 1453م.